# Baltske države
Baltske države je skupen naziv za tri evropske države, ki ležijo ob Baltskem morju: Litvo, Latvijo in Estonijo.
Estonijo poseljujejo potomci Baltskih Fincev, Latvijci in Litovci pa so si kulturno bližje med seboj, oboji so potomci Baltov. Ti trije narodi so na tem območju vzpostavili svojo neodvisnost tik po prvi svetovni vojni, po več stoletjih tuje prevlade. Po podpisu pakta Ribbentrop-Molotov leta 1939 je Rdeča armada vkorakala v Poljsko in Baltske države, ki so ob grožnji z invazijo podpisale pakt o vzajemni pomoči. Do sredine leta 1940 je Rdeča armada zasedla celotno ozemlje teh držav in v vseh nastavila prosovjetsko oblast, ki je izglasovala priključitev Sovjetski zvezi. Pod sovjetsko oblastjo so ostale do leta 1990 oz. 1991, ko so vse tri ponovno razglasile neodvisnost. Sovjetska zveza jih je formalno priznala 6. septembra 1991.
Danes so vse tri Baltske države parlamentarne demokracije s tržnim gospodarstvom. Od leta 2004 so članice Evropske unije in zveze NATO.

## Osnovni podatki
| Država                         | Estonija                   | Latvija                     | Litva                  |
| ------------------------------ | -------------------------- | --------------------------- | ---------------------- |
| Prestolnica                    | Talin                      | Riga                        | Vilna                  |
| Prebivalstvo (ocena 2020)      | 1.328.889                  | 1.907.675                   | 2.793.694              |
| Površina                       | 45.227 km²                 | 64.589 km²                  | 65.200 km²             |
| BDP (PPP), skupni              | 26,85 milijarde USD (2007) | 41,108 milijarde USD (2007) | 66 milijard USD (2008) |
| BDP (PPP), na prebivalca       | 21.800 USD                 | 18.103 USD                  | 19.730 USD             |
| BDP (nominalni), skupni        | 16,410 milijarde USD       | 20,101 milijarde USD        | 48,132 milijarde USD   |
| BDP (nominalni), na prebivalca | 15.310 USD                 | 8.852 USD                   | 14.273 USD             |
| Gini (2019)                    | 30,5                       | 35,2                        | 35,4                   |
| HDI (2019)                     | 0,892                      | 0,866                       | 0,882                  |